# 정재승
정재승(1972년 ~ )은 대한민국의 과학자이다. 경기과학고를 거쳐, KAIST 물리학과에서 물리학 학사, 물리학 석사, 물리학 박사학위를 받고, 미국 예일대학교 의대 정신과 연구원, 고려대학교 물리학과 연구교수, 카이스트 바이오및뇌공학과 조교수, 컬럼비아대학교 의대 정신과 조교수 등을 거쳐 현재 KAIST 바이오및뇌공학과 교수로 재직 중이다.
연구 분야는 의사결정의 신경과학, 정신질환 모델링, Brain-Machine Interface, Brain-inspired AI 등이며, 복잡계과학, 비선형 동역학, 의사결정 뇌인지과학 분야의 전문가이다.
현재 한국야구학회 회장이다.

## 저서
- 《과학 콘서트》[2] (어크로스, 2011년 개정판) ISBN 9788996588733
- 《크로스》 (웅진 지식하우스, 2009년)
- 《크로스 season2》 (웅진 지식하우스, 2012년)
- 《쿨하게 사과하라》 (어크로스, 2011년)
- 《도전 무한지식》 (달, 2008년)
- 《물리학자는 영화에서 과학을 본다》(어크로스, 2012년) ISBN 9788997379057
- 《뇌과학자는 영화에서 인간을 본다》
- 《열두 발자국》(어크로스, 2018년)
- 《정재승의 인간탐구보고서》

## 학력
- 경기과학고등학교
- 카이스트 물리학 학사
- 카이스트 대학원 물리학 석사
- 카이스트 대학원 물리학 박사